# Zlitene (distrito)
Zlitene (em árabe: زليتن‎; romaniz.: Zlitan) foi um distrito da Líbia. Criado em 1983, durante a reforma daquele ano, no censo de 1987 havia 101 107 residentes. Seu nome não é registrado nas listas de subdivisões das reformas subsequentes, pois ao que parece foi absorvido por algum dos distritos vizinhos, porém não é indicado qual.